# ПФК ЦСКА (София) през сезон 1994/95
| Кръг              | Среща / Резултат (полувреме) / Дата                             | Стадион / Зрители | Играчи (Смяна – Сменник) / Треньор | Голмайстори от ЦСКА (минута)                                                                       |
| ----------------- | --------------------------------------------------------------- | ----------------- | --- | -------------------------------------------------------------------------------------------------- |
| 1                 | Добруджа – ЦСКА 1 – 0 (1 – 0)                                   | Дружба 12 000     | Ненов, Мачев, Хр. Войнов, Видов, Филипов, К. Янчев, М. Зафиров, В. Павлов (46 – Стойчо Стоилов), Шишков, М. П. Петков, Коилов (46 – Деянов) Б. Колев                         | |
| 2                 | ЦСКА – Монтана 2 – 0 (1 – 0) 28 август 1994                     | Б. Армия 4000     | Ненов, Мачев, Филипов, Марковски, Горанов, Ч. Атанасов, Деянов, Стоилов, Ат. Киров (54 – М. Зафиров), Л. Танев, Иларионов (74 – Шишков) Б. Колев                             | Стоилов (40) М. Зафиров (86)                                                                       |
| 3                 | Спартак Пд – ЦСКА 4 – 0 (3 – 0) 3 септември 1994                | Пловдив 10 000    | Ненов, Мачев, Хр. Войнов, Марковски, Филипов, Деянов (46 – Шишков), М. Зафиров, Стоилов, Иларионов, Л. Танев, Коилов Б. Колев                                                | |
| 4                 | ЦСКА – Шумен 4 – 1 (1 – 0) 9 септември 1994                     | Б. Армия 6000     | Ненов, Мачев, Хр. Войнов, Радуканов, Филипов, В. Павлов, М. П. Петков (46 – М. Зафиров), Стоилов, Михтарски, Л. Танев (81 – Деянов), Коилов Б. Колев                         | Л. Танев (43) Михтарски (66 – д) Стоилов (79) Коилов (87)                                          |
| 5                 | Локо Пд – ЦСКА 2 – 1 (0 – 0) 17 септември 1994                  | Локомотив 14 000  | Ненов, Мачев, Хр. Войнов, Радуканов (20 – Ч. Атанасов), Р. Кирилов, Филипов (62 – М. Зафиров), М. П. Петков, Стоилов, Михтарски, В. Павлов, Коилов Б. Колев                  | Михтарски (78 – д)                                                                                 |
| 6                 | ЦСКА – Левски 1 – 7 (1 – 4) 23 септември 1994                   | В. Левски 40 000  | Ненов, Мачев, Хр. Войнов, Видов, Р. Кирилов (46 – Филипов), К. Янчев (46 – М. Зафиров), Ат. Киров, Стоилов, Михтарски, В. Павлов, Коилов Цв. Йончев                          | Михтарски (20)                                                                                     |
| 7                 | Славия – ЦСКА 3 – 1 (0 – 1) 2 октомври 1994                     | В. Левски 6000    | Ненов, Ч. Атанасов, Марковски, Видов, Р. Кирилов (71 – Горанов), М. П. Петков (63 – Деянов), М. Зафиров, Стоилов, Михтарски, В. Павлов, Коилов Цв. Йончев                    | Михтарски (21)                                                                                     |
| 8                 | ЦСКА – Етър 2 – 2 (1 – 0) 5 октомври 1994                       | Б. Армия 2000     | Ненов, Мачев, Хр. Войнов, Р. Кирилов, Марковски, Деянов (63 – Ч. Атанасов), М. П. Петков, Стоилов, Михтарски, Л. Танев (75 – Шишков), Коилов Сп. Джевизов                    | Р. Кирилов (33) Михтарски (65)                                                                     |
| 9                 | Берое – ЦСКА 1 – 2 (0 – 2) 15 октомври 1994                     | Берое 7000        | П. Петков, Мачев (75 – Р. Кирилов), Хр. Войнов, Марковски, Филипов, В. Павлов, М. Зафиров, Стоилов, Михтарски, Л. Танев, Коилов (63 – К. Янчев) Хр. Андонов                  | В. Павлов (8) Михтарски (14)                                                                       |
| 10                | ЦСКА – Нефтохимик 3 – 0 (1 – 0) 23 октомври 1994                | Б. Армия 2500     | Ненов, Мачев, Хр. Войнов, Марковски, Филипов, Д. Сивов, М. Зафиров (81 – Ат. Киров), Стоилов (73 – К. Янчев), Михтарски, Л. Танев, Коилов Хр. Андонов                        | Михтарски (24, 55 – д) М. Зафиров (71)                                                             |
| 11                | Пирин – ЦСКА 0 – 3 (0 – 0) 28 октомври 1994                     | Хр. Ботев 8000    | Ненов, Мачев, Марковски, Р. Кирилов, Филипов, Сивов, М. Зафиров, Жабов (81 – Стоилов), Михтарски, Л. Танев (55 – В. Павлов), Р. Григорян Хр. Андонов                         | М. Зафиров (55) Григорян (74, 76)                                                                  |
| 12                | ЦСКА – Литекс 2 – 0 (0 – 0) 6 ноември 1994                      | Б. Армия 6000     | Ненов, Сивов, Марковски, Ил. Киряков, Филипов, Коилов (59 – В. Павлов), М. Зафиров, Жабов, Михтарски, Бл. Александров (59 – Л. Танев), Григорян Хр. Андонов                  | Михтарски (62, 90 – д)                                                                             |
| 13                | Ботев – ЦСКА 4 – 3 (1 – 0) 20 ноември 1994                      | Хр. Ботев 15 000  | Ненов, Сивов (36 – Хр. Войнов), Марковски, Киряков, Филипов, В. Павлов, М. Зафиров (62 – Л. Танев), Жабов, Михтарски, Бл. Александров, Григорян Хр. Андонов                  | Бл. Александров (75, 90) Михтарски (90)                                                            |
| 14                | Локо Сф – ЦСКА 2 – 0 (0 – 0) 26 ноември 1994                    | В. Левски 10 000  | П. Петков, Сивов, Марковски, Киряков, Филипов, В. Павлов (77 – Коилов), М. Зафиров, Григорян, Михтарски, Бл. Александров (73 – Стоилов), Жабов Хр. Андонов                   | |
| 15                | ЦСКА – Локо ГО 5 – 1 (1 – 0) 3 декември 1994                    | Б. Армия 3000     | П. Петков, Киряков, Хр. Войнов, Марковски (60 – Горанов), Сивов, В. Павлов (67 – Деянов), Жабов, Стоилов, Михтарски, Бл. Александров, Григорян Хр. Андонов                   | Бл. Александров (5) Жабов (53) Михтарски (53 – д, 83) Стоилов (70)                                 |
| 16                | ЦСКА – Добруджа 2 – 1 (1 – 0)                                   | Б. Армия 10 000   | Д. Попов (18 – П. Петков), Киряков, Марковски, Р. Кирилов, Горанов (65 – Иларионов), Сивов, Нанков (59 – Р. Калайджиев), Григорян, Деянов, Жабов, Михтарски Хр. Андонов      | Жабов (4) Михтарски (75 – д)                                                                       |
| 17                | Монтана – ЦСКА 0 – 1 (0 – 1)                                    | Огоста 8500       | П. Петков, Киряков, Марковски, Р. Кирилов, Д. Митов, Сивов, Нанков, В. Павлов, Стоилов (77 – Григорян), Жабов (70 – Иларионов), Михтарски Хр. Андонов                        | Михтарски (8)                                                                                      |
| 18                | ЦСКА – Спартак Пд 0 – 0 11 март 1995                            | Б. Армия 10 000   | Д. Попов, Киряков, Марковски, Р. Кирилов, Д. Митов, Сивов (46 – Стоилов), Нанков, В. Павлов, Деянов, Жабов, Марашлиев (56 – Иларионов) Хр. Андонов                           | |
| 19                | Шумен – ЦСКА 2 – 2 (1 – 1) 18 март 1995                         | П. Волов 9500     | Д. Попов, Киряков, Марковски (46 – Горанов), Р. Кирилов, Д. Митов, Сивов, Нанков, В. Павлов, Марашлиев, Григорян (50 – Стоилов), Михтарски Хр. Андонов                       | Марашлиев (11) Р. Кирилов (77)                                                                     |
| 20                | ЦСКА – Локо Пд 1 – 0 (0 – 0)                                    | Б. Армия 7000     | Д. Попов, Киряков (45 – Хр. Войнов), Марковски, Сивов, Д. Митов, Стоилов, Нанков, В. Павлов (80 – Григорян), Марашлиев, Деянов, Михтарски Хр. Андонов                        | Стоилов (56)                                                                                       |
| 21                | Левски – ЦСКА 3 – 0 (1 – 0) 2 април 1995                        | В. Левски 20 000  | Д. Попов, Киряков, Марковски, Р. Кирилов, Д. Митов, Сивов (46 – Деянов), Нанков, Стоилов, Жабов, Р. Христов (81 – Марашлиев), Михтарски Хр. Андонов                          | |
| 22                | ЦСКА – Славия 0 – 0 8 април 1995                                | В. Левски 4000    | Д. Попов, Киряков, Марковски, Р. Кирилов, Тр. Иванов, Сивов, Нанков, В. Павлов (76 – Григорян), Михтарски (61 – Марашлиев), М. Зафиров, Стоилов Хр. Андонов                  | |
| 23                | Етър – ЦСКА 1 – 1 (0 – 0) 15 април 1995                         | Ивайло 9000       | Д. Попов, Сивов, Д. Митов, Р. Кирилов, Тр. Иванов, Марковски, Р. Христов (65 – Марашлиев), В. Павлов, Михтарски, Киряков, Стоилов (74 – Деянов) Хр. Андонов                  | Михтарски (83)                                                                                     |
| 24                | ЦСКА – Берое 4 – 2 (2 – 1) 19 април 1995                        | Б. Армия 2500     | Д. Попов (71 – П. Петков), Сивов, Д. Митов, Р. Кирилов (46 – Деянов), Тр. Иванов, Марковски, Р. Христов, Жабов (69 – Р. Калайджиев), Михтарски, Киряков, Стоилов Хр. Андонов | Михтарски (10, 35) Деянов (49, 54)                                                                 |
| 25                | Нефтохимик – ЦСКА 1 – 0 29 април 1995                           |                   | Д. Попов, Сивов, Д. Митов, Р. Кирилов, Тр. Иванов, Деянов, Р. Христов, В. Павлов, Михтарски, Киряков, Стоилов рез. Нанков, Марашлиев Хр. Андонов                             | |
| 26                | ЦСКА – Пирин 4 – 1 (3 – 0)                                      | Б. Армия 2000     | Д. Попов (75 – П. Петков), Киряков, Д. Митов, Марковски (46 – Р. Кирилов), Тр. Иванов (54 – Нанков), Сивов, Р. Христов, Григорян, Михтарски, Деянов, Жабов Хр. Андонов       | Р. Христов (8) Михтарски (41, 52) Деянов (43)                                                      |
| 27                | Литекс – ЦСКА 1 – 0 (1 – 0) 13 май 1995                         | Ловеч 15 000      | Д. Попов, Р. Кирилов, Д. Митов, Марковски, Тр. Иванов, Сивов (62 – Григорян), Р. Христов (77 – Нанков), Киряков, Михтарски, Деянов, Марашлиев Хр. Андонов                    | |
| 28                | ЦСКА – Ботев Пд 3 – 2 (1 – 0) 20 май 1995                       | Б. Армия 4500     | Д. Попов, Киряков, Марковски, Р. Кирилов, Д. Митов, Сивов, Р. Христов, Григорян (84 – Марашлиев), Михтарски, Деянов, Жабов (74 – В. Павлов) Цв. Атанасов                     | Деянов (24) Михтарски (67) Сивов (86)                                                              |
| 29                | ЦСКА – Локо Сф 2 – 2 (1 – 0)                                    | В. Левски 7000    | Д. Попов, Киряков, Д. Митов, Р. Кирилов, Тр. Иванов, Сивов (69 – Стоилов), Нанков, Григорян (46 – Р. Калайджиев), Михтарски, Деянов, Жабов Цв. Атанасов                      | Михтарски (9, 89)                                                                                  |
| 30                | Локо ГО – ЦСКА 2 – 2 (1 – 1)                                    | Локомотив 6000    | Д. Попов, Сивов, Хр. Войнов, Р. Кирилов, Д. Митов (73 – М. Зафиров), Жабов, Р. Христов, Стоилов, Михтарски, Деянов, Марашлиев Цв. Атанасов                                   | автогол (11) Михтарски (48)                                                                        |
| Р. Б-я 1/16-финал | Джебел – ЦСКА 0 – 1 (0 – 0) 23 ноември 1994                     | Градски 5000      | П. Петков, Р. Кирилов, Марковски, Горанов, Филипов, В. Павлов, Ат. Киров (46 – М. П. Петков), Стоилов, Михтарски, Киряков, Григорян Хр. Андонов                              | Михтарски                                                                                          |
| Р. Б-я 1/16-финал | ЦСКА – Джебел 12 – 1 (7 – 0)                                    | Б. Армия 200      | П. Петков, Сивов, Хр. Войнов, Марковски, Филипов, В. Павлов (20 – Коилов), Деянов, Стоилов, Михтарски (48 – М. П. Петков), Л. Танев, Григорян Хр. Андонов                    | Михтарски (3, 15, 25, 41, 46) Деянов (23, 36, 62) Григорян (49, 72) Филипов (2) П. Петков (89 – д) |
| Р. Б-я 1/8-финал  | ЦСКА – Добруджа 3 – 1 (2 – 0)                                   | Б. Армия 5000     | П. Петков, Киряков, Марковски, Р. Кирилов, Д. Митов, Р. Калайджиев, Нанков, Стоилов (79 – В. Павлов), Деянов, Жабов, Михтарски (63 – Иларионов) Хр. Андонов                  | Стоилов (35) Нанков (38) Деянов (65 – д)                                                           |
| Р. Б-я 1/8-финал  | Добруджа – ЦСКА 0 – 1 (0 – 0)                                   | Дружба 10 000     | Д. Попов, Киряков, Марковски, Р. Кирилов, Д. Митов, Сивов, Нанков, В. Павлов (74 – Стоилов), Деянов, Жабов (84 – Иларионов), Михтарски Хр. Андонов                           | автогол (70)                                                                                       |
| Р. Б-я 1/4-финал  | Локо Сф – ЦСКА 1 – 0                                            | Локомотив 10 000  | Д. Попов, Киряков, Д. Митов, Марковски, Тр. Иванов, Сивов, Григорян, Стоилов (73 – Нанков), Михтарски (63 – Р. Христов), М. Зафиров, Жабов. Хр. Андонов                      | |
| Р. Б-я 1/4-финал  | ЦСКА – Локо Сф 1 – 1 (1 – 0)                                    | Б. Армия 6000     | Д. Попов, Киряков, Д. Митов, Р. Кирилов, Тр. Иванов, Сивов, Р. Христов (59 – М. Зафиров), Григорян, Михтарски, Р. Калайджиев, Жабов (67 – Стоилов), Хр. Андонов              | Сивов (44)                                                                                         |
| ПФЛ 1/32-финал    | Янтра – ЦСКА 1 – 0                                              | Хр. Ботев         | | |
| УЕФА Предв. кръг  | ЦСКА – Арарат 3 – 0 (2 – 0) 9 август 1994                       | Б. Армия 2000     | Ненов, Мачев, Хр. Войнов, Видов, Р. Кирилов, Филипов (46 – М. Горанов), М. Зафиров, В. Павлов, М. П. Петков, Л. Танев (63 – Шишков), Коилов. Б. Колев                        | Л. Танев (21 – д) Коилов (45) Шишков (74)                                                          |
| УЕФА Предв. кръг  | Арарат – ЦСКА 0 – 0 23 август 1994                              | Раздан 12 000     | Ненов, Мачев, Хр. Войнов, Марковски, Р. Кирилов (52 – Ч. Атанасов), Филипов, Деянов, Стоилов, Л. Танев (70 – К. Янчев), Шишков, Иларионов. Б. Колев                          | |
| УЕФА 1/32-финал   | ЦСКА – Ювентус 3 – 2 (1 – 1) 13 септември 1994 0 – 3 (служебно) | Б. Армия 15 000   | Ненов, Мачев, Хр. Войнов, Р. Кирилов, Филипов (70 – Горанов), М. П. Петков (65 – М. Зафиров), Стоилов, Михтарски, В. Павлов, Коилов, Радуканов Б. Колев                      | Михтарски (44, 82) Радуканов (70)                                                                  |
| УЕФА 1/32-финал   | Ювентус – ЦСКА 5 – 1 (1 – 0) 27 септември 1994                  | Деле Алпи 35 000  | Ненов (84 – П. Петков), Мачев, Марковски, Видов, Р. Кирилов (74 – Стоилов), Филипов (37 – Горанов), М. Зафиров, Михтарски, В. Павлов, Л. Танев, Коилов Цв. Йончев            | Михтарски (90)                                                                                     |